# Gladiformers 2
Gladiformers 2 (ang. Gladiformers Robos Gladiadores 2, sp. Gladiformers 2) – hiszpańsko-brazylijsko-amerykański film animowany będący parodią filmu Michaela Baya pt. Transformers: Zemsta upadłych oraz sequelem filmu Gladiformers.

## Postacie
- Julius Drive - wielki zwycięzca wszelkich walk, parodia Optimusa Prime
- Magnum Tutor - pokonany przez Drive'a, potężny robot-gladiator
- Dante Logus - pokonany przez Tutora
- Mora Jarte - sługa Magnuma, pokonany przez Patriona
- Korjo Displo - robot-awanturnik, pokonany przez Magnuma Tutora
- Patrion Tokal - inżynier, który stworzył Projekt. Został pokonany przez Juliusa Drive'a
- Marta Gortin - pokonany przez Drive'a
- Project One - pierwszy gladiformer, pokonany przez Displo'a